# Ronnie Belcher
Ronald "Ronnie" Kenneth Belcher (Goodwood, 21 april 1933 - Stellenbosch, 21 oktober 2006) was een Afrikaanstalige Zuid-Afrikaanse dichter.

## Biografie
Ronnie Belcher werd geboren in 1933 in Goodwood, een van de noordelijke suburbs van Kaapstad. Als zesde kind van dertien kinderen groeide hij op in een arme, Engelstalige familie. Hij ging naar het Paul Roos Gymnasium in Stellenbosch en vervolgens naar de Goodwood-Epping High School waar hij in 1950 eindexamen deed. Wegens geldgebrek moest hij zijn studie aan de Universiteit van Stellenbosch vaak onderbreken. Hij verbleef regelmatig in Zimbabwe om in een asbestmijn te werken. Hij was zeer sportief, speelde rugby op het hoogste niveau. Zijn studie rondde hij af met de thesis Grondslae van die sonnetvorm. Tijdens zijn studentenjaren was hij redacteur van Matieland, het alumni-tijdschrift van de Universiteit van Stellenbosch.
Belcher werkte als taalkundige bij Sanlam, als verslaggever bij Die Burger, en als redacteur bij Tafelberg Uitgevers. Vanaf 1964 was hij als docent Afrikaans/Nederlands afwisselend verbonden aan de Universiteit van Wes-Kaapland, de Universiteit van Kaapstad en die van Stellenbosch. Hij was senior lector in Afrikaanse letterkunde aan die Universiteit van Natal in Durban voordat hij in 1986 professor in Afrikaans aan de Universiteit van Bophuthatswana werd. In deze periode is Belcher ook begonnen aan een tweede PhD over Die volkskultuur van die Afrikaanse Kleurling met spesiale verwysing na die volkstaal en -letterkunde. Hij heeft uitgebreid onderzoek gedaan naar de mondelinge letterkunde van gekleurde/bruine mensen in Zuid-Afrika, met name naar de volksletterkunde, muziek en geschiedenis van de Griekwa. Hij werd in de jaren tachtig tot ere-Griekwa benoemd.
Zijn universitaire loopbaan beëindigde hij in 1990 om zijn eigen wijnboerderij te beginnen, die hij na een vijftal jaren weer verkocht. Vervolgens hield hij zich bezig met het door hem in Stellenbosch opgerichte Suider Kollege, een onafhankelijke onderwijsinstelling voor jonge schrijvers en de Suider Kollege Uitgeverij, waar hun werk gepubliceerd kon worden.
Aan het begin van 2003 werd bij de schrijver kanker geconstateerd waaraan hij op 21 oktober 2006 in Stellenbosch is overleden. Hij laat een vrouw, dochter en zoon (Ronnie) na.

## De dichter
Ronnie Belcher geniet bekendheid als de dichter van zowel serieuze als meer volkse gedichten. Tijdens zijn werk in de mijnen in Zimbabwe heeft hij zijn eerste gedichten geschreven, die in Mens en skepper door Van Schaik in Pretoria uitgegeven werden. Deze bundel bevat serieuze gedichten met als thema de Schepper die de mens roept om te scheppen, te dichten. Ook In die ver land bevat serieuze gedichten, over liefde en eenzaamheid, maar hierin ziet men al een begin van het meer volkse karakter dat veel van zijn latere gedichten zal kenmerken. Belcher is vooral bekend geworden om zijn speelse kwatrijnen, waarin deugd en ondeugd samengaan, zoals bijvoorbeeld in So is die lewe vir een pond sewe en 'n Ding om te skil in die maand April. My hart sing sewe moppies ('n moppie is ´n grappig liedje) bevat 214 vierregelige gedichten. Bayeux waaraan de schrijver veertien jaar gewerkt heeft bestaat uit één gedicht, met 500 coupletten van vier regels. Belcher heeft ook nog vijf bundels kinderverzen gepubliceerd, het Onze Vader in Tronkafrikaans (het Afrikaanse tronk betekent gevangenis) vertaald en een gedicht over de Kruisiging geschreven in het Kaaps-Afrikaans.
Zijn 'ondeugende' volkskwatrijnen waren wijd en zijd bekend. Men trof die aan op uiteenlopende plekken: op muren, ijskastmagneetjes, trouwkaarten etc.
Door Abraham de Vries werd in 2008 de bundel Van heidebos en skepper; ´n keur uit die poësie van R.K. Belcher samengesteld.

### Poëzie
- Mens en skepper (1956)
- Ver land (1960)
- So is die lewe vir een pond sewe (1978)
- 'n Ding om te skil in die maand April (1980)
- Halleluja Paternoster (1982)
- Ringe in 'n geelhoutboom (1982)
- My hart sing sewe moppies (1996)
- Van heidebos en klip (2000), Suider Kollege Uitgewers.
- Bayeux (2000), Suider Kollege Uitgewers.
- Rings of a thundering tree (2000), Southern College Publishers
- Van heidebos en skepper; ´n keur uit die poësie van R.K. Belcher. Samengesteld door Abraham de Vries (2008)

### Kinderversen
- Pampoenkoekies (1973)
- Sit om jou dassie (1973)
- Voëltjies met vlerkies (1978)
- Kokkewiet Kokkedoor (1980)
- Rooikappie op rym (1981)

### Wetenschappelijke publicaties
Grondslae van die sonnetvorm, HAUM (1973), populaire editie van het proefschrift Die poëties-psigologiese grondslag van die sonnetvorm.